# Antoni Ponikowski

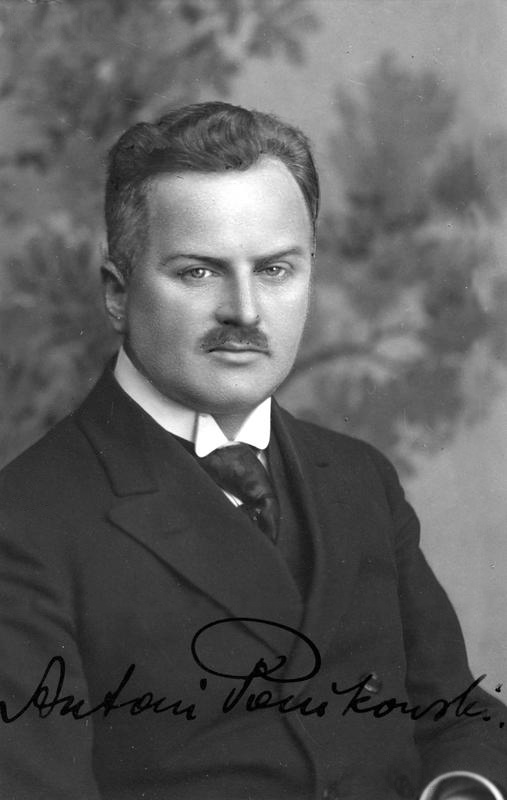
Antoni Ponikowski

Antoni Ponikowski (* 29. Mai 1878 in Siedlce; † 27. Dezember 1949 in Warschau) war ein polnischer Politiker und Ministerpräsident.

## Leben

### Berufliche Laufbahn und Ministerpräsident 1918
Nach dem Studium des Bauingenieurwesens, der Hydrotechnik und der Geodäsie sowie der Habilitation wurde er 1916 Professor an der Technischen Universität Warschau, deren Rektor er von 1921 sowie von 1923 bis 1924 war.
1907 wurde er Mitglied der National-Demokratischen Partei (Stronnictwo Narodowo-Demokratyczne), die 1897 von Roman Dmowski gegründet wurde. Am 7. Dezember 1917 wurde er Religionsminister des Regentschaftsrates, dem er dann bis zum 4. November 1918 angehörte.
Am 27. Februar 1918 wurde er als Nachfolger von Jan Kucharzewski Ministerpräsident des Regentschaftskönigreichs Polen. Dieses Amt übte er bis zu seiner Ablösung durch Jan Kanty Steczkowski am 4. April 1918 aus. Nach der Auflösung der National-Demokratischen Partei 1919 wurde er Mitglied der National-Populistischen Union (Związek Ludowo-Narodowy).

### Ministerpräsident 1921 bis 1922 und spätere Lebensjahre
Am 19. September 1921 wurde er als Nachfolger von Wincenty Witos Ministerpräsident der Zweiten Polnischen Republik. Am 6. Juni 1922 übergab er dieses Amt dann an Artur Śliwiński. Während seiner Amtszeit war er wiederum Religionsminister sowie zugleich Minister für Kultur und Kunst.
1925 wurde er Präsident des Kuratoriums des Museums für Industrie und Landwirtschaft (Muzeum Przemysłu i Rolnictwa) in Warschau. 1930 wurde er schließlich zum Abgeordneten des Parlaments (Sejm) gewählt. 1937 bis 1939 war er außerdem Dekan der Fakultät für Geodäsie und Kartografie an der Technischen Universität Warschau. 1945 war er schließlich noch einmal für einige Zeit Rektor der Technischen Universität Warschau.